# Álvaro Coutinho Aguirre
Álvaro Coutinho Aguirre (Santa Teresa, 7 de julio de 1899-Río de Janeiro, 28 de diciembre de 1987) fue un ingeniero agrónomo, zoológo y naturalista brasileño. Creó el primer parque de reserva y refugio de animales silvestres en Brasil, actualmente, la Reserva Biológica de Sooretama, en el estado de Espírito Santo. Se dedicó a la preservación de la flora y fauna brasileña, especialmente de la Mata Atlántica. Estudió el mayor mono de las Américas, el Muriqui (Brachyteles arachnoids), para lo cual emprendió diversas expediciones durante los años de la década de 1960, durante los cuales investigo la vida y hábitos de la especie y su situación de conservación en la época. Las publicaciones resultantes diagnosticaron una disminución preocupante de los grupos familiares de la especie, resultantes de la deforestación y la falta de preservación de su hábitat.

## Biografía
Nació en Santa Teresa, en el corazón de la Mata Atlántica, Álvaro Aguirre era hijo de Arminda Coutinho y Antônio de Araújo Aguirre, ingeniero vial, y nieto de Henrique da Silva Coutinho (1845-1915), hacendado y gobernador de Espírito Santo en dos oportunidades. Casado con Eunice Coutinho, hija de Artur Coutinho D' Alvarenga y Virgínia Nunes Coutinho, con quien tuvo dos hijos, Fernando y Edna Coutinho Aguirre. Creció en Niterói, en el estado da Guanabara, y estudió en Río de Janeiro, en Colégio Pedro II. Formado como Ingeniero Agrónomo en la Escuela Superior de la Agricultura y Medicina Veterinaria, hoy, Instituto de Agronomía, de la Universidad Federal Rural de Río de Janeiro, fue investigador del Consejo Nacional de Desarrollo Científico y Tecnológico, CNPq. Trabajó como Jefe de la Sección de Pesquisas de la extinta División de la Caza y Pesca del Ministerio de Agricultura, y miembro de la Fundação Brasileira de Conservação para a Natureza e Sociedade de Agronomia.

## Vida profesional
Álvaro Coutinho Aguirre dedicó su vida al estudio de la flora y fauna del territorio brasileño. Como Jefe de la Sección de Pesquisas la Caza y Pesca del Ministerio de Agricultura, emprendió diversos expediciones a las diferentes regiones del país, con el objeto de estudiar, investigar y catalogar las especies animales y vegetales de las selvas brasileñas. Como resultado de sus expediciones se dieron a conocer incontables registros en artículos y libros relativos a las condiciones en que se encontraban las especies, incluyendo "As avoantes do nordeste", sobre la paloma "amargosa" (Zenaida auriculata) del nordeste del país, y también el estado de arte de la caza y pesca en las cinco regiones de Brasil, además de recolección de material para su conservación en museos con el taxidermista Antônio Domingos Aldrighi, exdirector de parque nacional da Tijuca, en Río de Janeiro, y documentación fotográfica de investigación de campo y del modo de vida de las poblaciones del interior del país. Las expediciones fueron acompañados por el equipo de funcionarios por la División de Caza y Pesca del Ministerio de la Agrciultura, compuesto por, además de Antônio Adrighi, el veterinario Ítalo Desiderati Romeu, el auxiliar de taxidermia José Anacleto y el coleccionista y fotógrafo Aggio Neto. 

A comienzos de la década de 1940, Aguirre creó y superviso la implementación de la actual Reserva Biológica de Sooretama en el norte de Espírito Santo, (la primera área protegida de Brasil fue creada en 1937). Esta reserva está localizada a 178 km al norte de la capital Vitória, a 47 km al norte de la ciudad de Linhares y a 64 km al sur de São Mateus, a lo largo Rodovia Governador Mário Covas, BR-101; entre los municipios de Vila Valério, Jaguaré, Linhares y Sooretama. El término "Soóretama" pertenece al idioma tupí y según el etimologo Jacques Raimundo significa "tierra de los animales de la selva". Inicialmente, el área protegida se extendía a dos áreas - la Reserva Florestal Estadual do Barra Seca (1941) y el Parque de Refúgio de Animais Silvestres Soóretama (1943) - las que fundidas adquirieron el estatus de Reserva Biológica, en 1982 mediante el decreto n.º 87.588 del Gobierno Federal. En 1999, la unidad fue incluida por el Comité del Patrimonio Mundial de la UNESCO, en la lista de las áreas de excepcional valor ecológico para la humanidad, integrando la reserva de la biosfera de la Mata Atlántica. En la actualidad, la Reserva es una Unidad de Conservación de Protección Integral vinculada al Instituto Chico Mendes de Conservação da Biodiversidade – ICMBio.
El bloque de vegetación continuo más grande restante de Selva Atlántica, del estado do Espírito Santo, está constituido por la Reserva Biológica Sooretama, por la Reserva de Linhares (o la Reserva Natural Vale de la Companhia Vale do Rio Doce) y por las Reservas Particulares del Patrimonio Natural Mutum Preto y Recanto das Antas. En total integran 50 mil acres de Selva Atlántica poco conocida, y el  último refugio de animales como la onza pintada (jaguar) en el estado.
A partir de las expediciones realizadas por las varias regiones de país, Álvaro Aguirre recolectó diversas especies para estudios, y creó el Museu da Fauna, entre el final de los años 30 y 50, en la Quinta da Boa Vista, hoy perteneciente a la Fundação Jardim Zoológico do Rio de Janeiro. Una parte considerable de los animales taxidermizados, colectados desde los años 40 y donados al Museo Nacional de Río de Janeiro, se perdió en el incendio de 2018. 
Durante la década de 1960, ya jubilado y investigador de CNPq, Álvaro Aguirre emprendió una extensa investigación bibliográfica y de campo en los fragmentos restantes de la Selva Atlántica para conocer las condiciones de vida del mono Muriqui (Brachyteles arachnoids). El investigador reunió datos sobre la densidad distributiva de la especie. peso y medidas corporales, y sus hábitos y dieta. Por ser el primate más grande de las Américas, el Muriqui ya ha sido descrito en la literatura científica y de viajeros al Brasil, desde el siglo XVIII, así como una estimación de la población antes de 1500. Abundante en la costa brasileña, el Muriqui sirvió de alimento a los indígenas y posteriormente a los cazadores de las selvas costeras. Se caracteriza por la cola prensil que, sola, puede tener el equivalente de extensión del cuerpo de un individuo adulto, del hocino a la base de la cola. Un mono macho adulto puede medir más que un metro y medio, y pesar 15 kilos. Como la cola equivale a un quinto miembro, el Muriqui viaja y fertiliza las matas a partir de lo que comen; vive en grupos y en los árboles, y por tanto lo dependen de bloques continuos de matas para viajar, factor que en 1971 ya era objeto de denuncia por el investigador en la publicación.
Es demasiado tarde para una pesquisa de resultados completos sobre la biodinámica de el B. arachnoides en su ambiente natural. La región sufrió, de dispersión geográfica de la especie, un grave y irreparable desajuste en sus ecosistemas, provocado, en gran parte por la nefasta acción del hombre. Sin embargo, el investigador no dejó de aplicar sus esfuerzos y los medios disponibles para estudiar el ciclo biológico de la especie. (Aguirre, 1971, p. 12)
La publicación tras la investigación bibliográfica y museológica de sus observaciones por los estados de Bahía, Minas Gerais, Espírito Santo, Río de Janeiro, São Paulo, Paraná, en reservas de gobierno y particulares, en haciendas en matas fuera de área de protección. Entrevistas con cazadores, guías y la población local contribuyen con informaciones sobre el Muriqui. El investigador finalmente sugirió acciones de protección y conservación del habita de mono, con el objetivo de preservar la especie que depende de la mata continua para sobrevivir.

## Reconocimiento
Reacio a los elogios y publicidad, el trabajo de Álvaro Aguirre se difundió y popularizó principalmente por los investigadores de su área de investigación, quienes reconocieron su esfuerzo para documentar y analizar las especies de las selvas brasileñas. 
El necrológio escrito por el investigador argentino Enrique H. Bucher, su colega y amigo personal, publicado en la revista Ararajuba de la Sociedade Brasileira de Ornitología, relata no solamente la importancia de su contribución para la preservación de la fauna y flora brasileña, como su biografía. El autor describe aspectos de la personalidad de Álvaro Aguirre que lo hacen parte de este "distinto linaje de científicos latinoamericanos que, a pesar de las dificultades impuestas por la época y el medio adverso donde actuaron, ofrecieron logros importantes a la ciencia de su países, gracias a su enorme creatividad y dedicación" (Bucher, 1990, p. 123). Entre los aspectos, se destacan "su profundo amante de la naturaleza, al mismo tiempo organizador practico y visionario" y "la tremenda energía y juventud de espíritu" (Id. Ibidem).
En el mismo año, la revista de divulgación científica Superinteressante (ano 4, n. 11, nov. 1990) publicó un largo reportaje titulado As cordiais acrobacias do muriqui donde cita la población de Muriquis de la Fazenda Montes Claros (MG) y su descubrimiento por las expediciones de Aguirre, en los años 60. La Fazenda pertenece a la Reserva Particular do Patrimônio Natural Feliciano Miguel Abdala, donde está la mayor población de Muriquis-do-Norte (Brachyteles hypoxanthus), especie en riesgo de extinción. En 1992, el sobrino Ângelo Arpini Coutinho y el amigo Brunório Serafini reeditaron, en Vitória, como edición particular la publicación Soóretama, de 1951, con el objetivo de divulgar el trabajo. 
En 2004, instituciones científicas, asociaciones políticas y movimientos de la sociedad civil promovieron la Expedición "Álvaro Aguirre" por el río Doce, en el estado de Espírito Santo. El coordinador fue el historiador José Lino França Galvão y la expedición promovió la colección y identificación de la basura y material en las márgenes del Río Doce, entre Aimorés y su desembocadura, en Regência, municipio de Linhares. Entre semillas, retoños y raíces colectadas, 24 especies pasaron a componer el acervo en el herbario de la Universidad Federal de Espírito Santo. La expedición también hizo una exposición fotográfica y un documental, los que fueron promovidos por la Associação Colatinense de Defesa Ecológica (ACODE), la Comissão Interestadual Parlamentar de Estudos para o Desenvolvimento Sustentável da Bacia Hidrográfica do Rio Doce (CIPE), el Departamento de Botânica da UFES, el Mosteiro Zen Budista Morro da Vargem y el Instituto Terra. 

En 2010, el Instituto de Pesquisas da Mata Atlântica (IPEMA) creó el "kit" educacional El Muriqui, compuesto por libro, video y exposición itinerante para escuelas situadas en regiones donde se encuentra la especie. El objetivo del proyecto fue proporcionar educación y difusión de conocimiento, junto a los niños, sobre la importancia de la conservación de la biodiversidad. Algunos ejemplos ben sucedidos son citados, como el Projeto Muriqui.
«En Espirito Santo, la mayoría de las actividades de ´Proyecto Muriqui´ se concentra en Santa Maria de Jetibá. Creamos asociaciones con escuelas visando difundir el conocimiento científico sobre la especie y contribuir para la educación de los niños. Los resultados fueran muy buenos, maestros y alumnos son muy receptivos al uso de el tema ´conservación biológica´ en sus actividades.» (Mendes, Silva & Strier, 2010, p. 68)
El "kit" educativo El Muriqui destacó la participación de investigadores y conservacionistas pioneros en la protección de la especie, como Álvaro Aguirre, Feliciano Abdala, Russell Mittermeier, Célio Valle, Adelmar Coimbra Filho y Ibsen Câmara, y documenta con foto el encuentro entre los científicos en 1982, en una conferencia, en Río de Janeiro, promovida por la Fundação Brasileira para a Conservação da Natureza. El "kit" educativo obtuve apoyo de CNPq, IPEMA, Fundação de Apoio à Pesquisa do Estado do Espírito Santo (FAPES), Instituto Estadual de Meio Ambiente e Recursos Hídricos (IEMA), Conservação Internacional - Brasil y fue ejecutado por el Departamento de Ciencias Biológicas de la UFES y por el Museu de Biologia Prof. Mello Leitão. 
En 2013, la Reserva Biológica de Sooretama celebró sus 70 años con una caminata ecológica. Para reconocer el esfuerzo de su fundador, la Reserva, en un acto simbólico, produjo retoños de la especie pau-brasil (palo Brasil), a partir de un ejemplar plantado por Álvaro Aguirre, y distribuyó con orientación sobre el plantío para los participantes, juntamente, con material educativo sobre la Reserva Biológica de Duas Bocas creado por el Instituto Últimos Refúgios.

## Publicaciones
- Aguirre, A. & Aldrighi, A. (1987) Catálogo das aves do Museu da Fauna. 2a parte. Rio de Janeiro, RJ: Delegacia Estadual do Estado do Rio de Janeiro, Instituto Brasileiro de Desenvolvimento Florestal; Vale do Rio Doce.
- Aguirre, A. & Aldrighi, A. (1983) Catálogo das aves do Museu Fauna. 1a parte.[35] Rio de Janeiro, RJ: Delegacia Estadual do Estado do Rio de Janeiro, Instituto Brasileiro de Desenvolvimento Florestal.
- Aguirre, A. (1976) Distribuição, costumes e extermínio da "avoante" do nordeste, Zenaida auriculata noronha Chubb. Rio de Janeiro, RJ: Academia Brasileira de Ciências.
- Aguirre, A. (1975) Contribuição para o estudo do conteúdo gástrico da Zenaida auriculata (DesMurs). Rio de Janeiro, RJ: Brasil Florestal 6(24): 59-68.
- Aguirre, A. (1974) Contribuição para o estudo do conteúdo gástrico da Zenaida auriculata (Des Murs). Rio de Janeiro, RJ: Brasil Florestal. 5(18): 61-67.
- Aguirre, A. (1973) Contribuição para o estudo do conteúdo gástrico da Zenaida auriculata (Des Murs). Rio de Janeiro, RJ: Brasil Florestal. 4(16): 71-75.
- Aguirre, A. (1972) Nidificação da Zenaida auriculata (Des Murs). Rio de Janeiro, RJ: Brasil Florestal 3(12):14-18.
- Aguirre, A. (1971). O Mono Brachyteles arachnoides (E. Geoffroy). Rio de Janeiro, RJ: Academia Brasileira de Ciências.
- Aguirre, A. (1967) Contribuição a um plano visando a preservação da fauna. Rio de Janeiro, RJ: Ministério da Agricultura/Serviço de Informação Agrícola.
- Aguirre, A., Schubart, O. & Sick, H. (1965) Contribuição para o conhecimento da alimentação das aves brasileiras. São Paulo, SP: Arquivos de Zoologia 12: 95–249. Departamento de Zoología.
- Aguirre, A. (1964) As avoantes do Nordeste Rio de Janeiro, RJ: Ministério da Agricultura/Serviço de Informação Agrícola (Estudos Técnicos n.º 24).
- Aguirre, A. (1962) Estudo sobre a biologia e consumo da Jaçanã Porphyrula martinica (L) no estado do Maranhão. Rio de Janeiro, RJ: Separata dos Arquivos do Museu Nacional, 52: 9-20.
- Aguirre, A. (1959) Aspectos da vida do Caranguejo e sistema de sua exploração no município deSão Mateus e Conceição da Barra no estado do Espírito Santo.Rio de Janeiro, RJ: Ministério da Agricultura/DNPA, Boletim de Caça e Pesca.
- Aguirre, A. (1959) Contribuição ao estudo da biologia do Macuco, Tinamus solitarius (Vieillot) - Ensaios para sua criação doméstica Parque "Sooretama". Notas sobre a outra espécie do gênero Tinamus. Rio de Janeiro, RJ: Ministério da Agricultura.
- Aguirre, A. (1956) Contribuição ao estudo da biologia do jacaré-açu Melanosuchus niger (Spix). Rio de Janeiro, RJ: Ministério da Agricultura.
- Aguirre, A. (1954) A caça e a pesca no Vale do Rio Doce: estado do Espirito Santo Rio de Janeiro, RJ: Ministério da Agricultura, Divisão de Caça e Pesca, 1954.
- Aguirre, A. [(1951) 1971] Sooretama (Estudo sobre o Parque de Reserva, Refúgio e Criação de Animais Silvestres). Rio de Janeiro, RJ [Vitória, ES): Serviço de Informação Agrícola, Ministério da Agricultura. [Edição particular, autorizada pela família do autor. COUTINHO, A.; SERAFINI, B.] p.50
- Aguirre, A. (1947). Sooretama: estudo sobre o parque de reserva, refúgio e criação de animais silvestres, “Sooretama”, no Município de Linhares, Estado do Espírito Santo. Rio de Janeiro, RJ: Boletim do Ministério da Agricultura, Rio de Janeiro, 36:1-52.
- Aguirre, A. (1945) A caça e a pesca no pantanal do Mato Grosso Rio de Janeiro, RJ: Ministério da Agricultura, 1945.
- Aguirre, A. (1939) A pesca da Tainha e seu valor econômico e industrial no estado do Rio Grande do Sul. Rio de Janeiro, RJ: A voz do mar, XVIII (160).
- Aguirre, A. (1936 ) A pesca e a caça no alto São Francisco. Rio de Janeiro, RJ: Ministério da Agricultura, Divisão de Caça e Pesca.